# 628 Christine
A 628 Christine egy a Naprendszer kisbolygói közül, amit August Kopff fedezett fel 1907. március 7-én.